# Gotthelf Friedrich von Schönberg (1681–1745)
Gotthelf Friedrich von Schönberg (* 1681; † 26. August 1745) war königlich-polnischer und kurfürstlich-sächsischer Kammerherr und Herr auf Thammenhain, Trebitz und Lauterbach. Nach dem Tod von Wolf Rudolph von Schönberg heiratete er dessen Witwe und nahm dessen Schloss Purschenstein in Besitz, worüber es zu langjährigen Auseinandersetzungen innerhalb der Familie kam. Als schriftsässiger Rittergutsbesitzer des Ritterguts Trebitz nahm von Schönberg an Sächsischen Landtagen als Vertreter der Ritterschaft teil. 1711, 1716 und 1718 als Vertreter der Allgemeinen Ritterschaft, 1722, 1725, 1728 und 1731 im Weiteren Ausschuss und 1734, 1737 bzw. 1742 im Engeren Ausschuss.
Er stammte aus der sächsischen Adelsfamilie von Schönberg, Sohn des gleichnamigen Vaters Gotthelf Friedrich von Schönberg (1631–1708) und hinterließ die vier Kinder Gotthelf Friedrich von Schönberg († 1750), Henriette Sophie verw. Landkammerrätin von Einsiedel und spätere Generalin von Marschall, Johanna Christiana, verheiratet mit dem Kammerherrn Moritz Friedrich von Schönberg, und Rudolph Dietrich von Schönberg.